# Anolis parilis
Espèce
Synonymes
- Dactyloa parilis (Williams, 1975)

Anolis parilis est une espèce de sauriens de la famille des Dactyloidae. 

## Répartition
Cette espèce est endémique d'Équateur.

## Publication originale
- Williams, 1975 : South American Anolis: Anolis parilis, new species, near A. mirus Williams. Breviora, no 434, p. 1-8 (texte intégral).